# Barmhartigheid

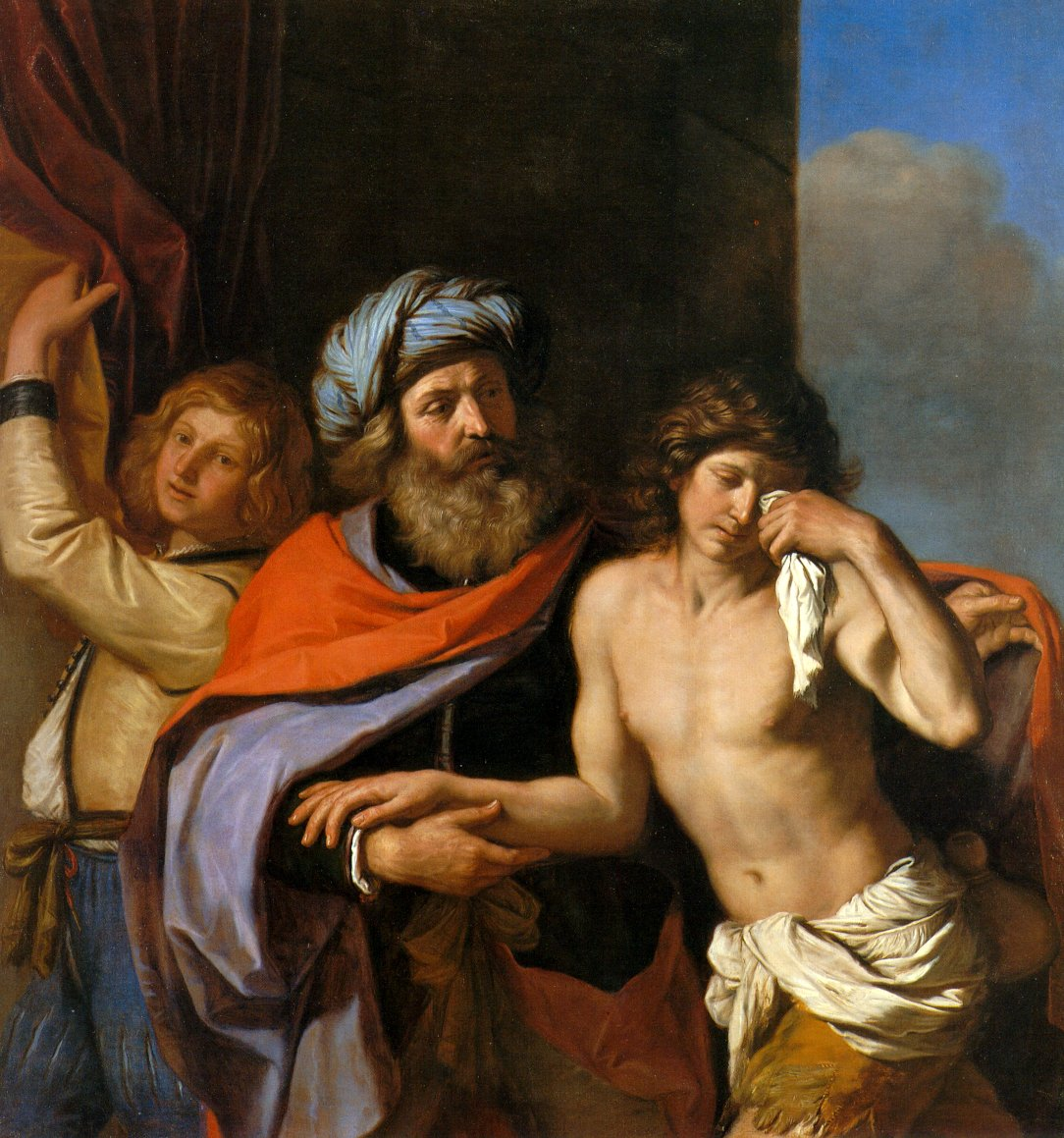
De vader ontfermt zich over de verloren zoon, door Guercino

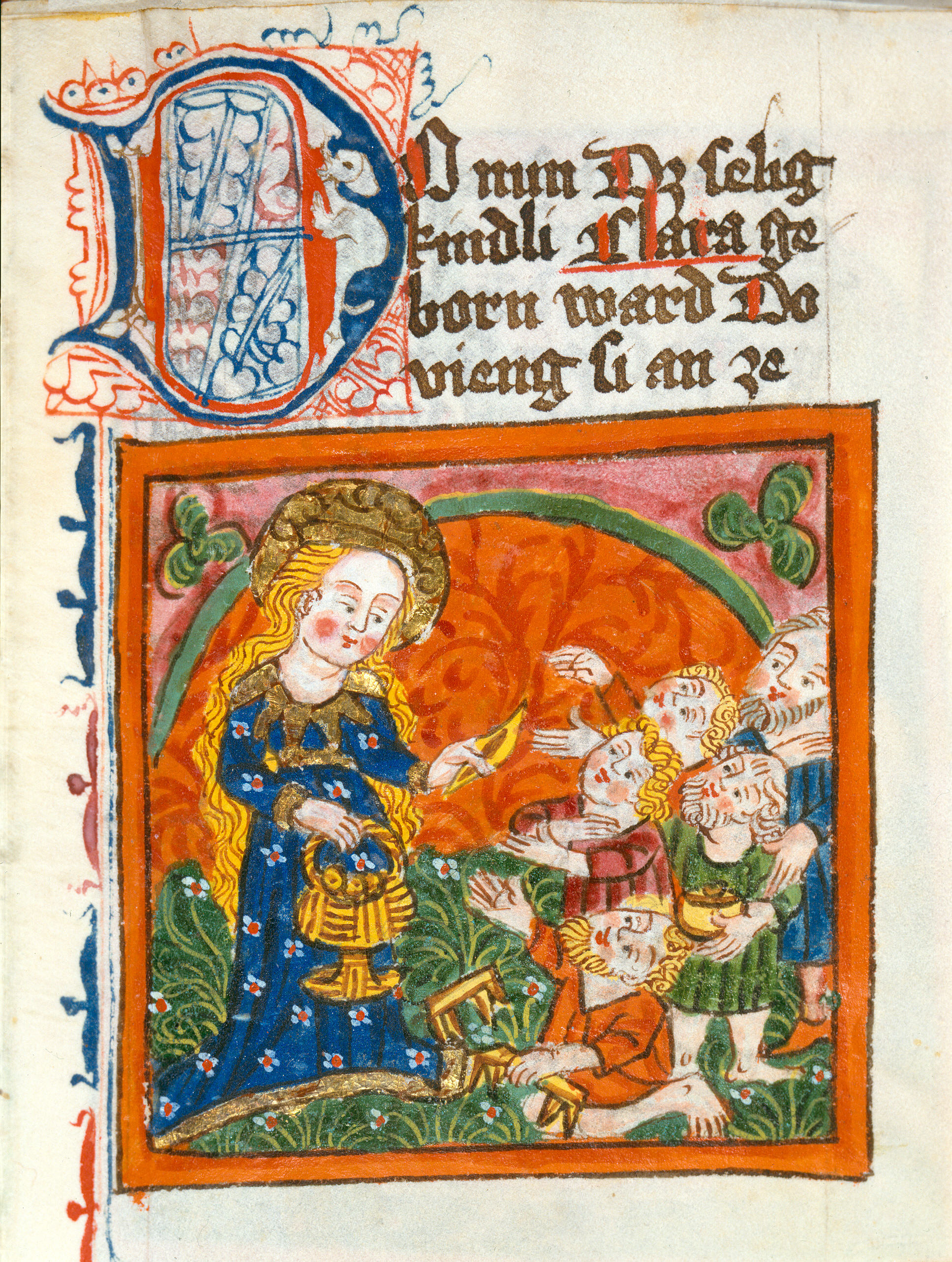
De heilige Klara geeft aalmoezen, uit de Codex Tennenbach

Barmhartigheid is het tonen van erbarmen, van mededogen met mensen die het moeilijk hebben. Barmhartig zijn zij die zich ontfermen over hun medemensen, die in woord en daad hulp en ondersteuning bieden aan degenen die daaraan behoefte hebben.

## Herkomst
Het woord is ontstaan als een leenvertaling uit het Latijn, vanwaar het woord misericors werd vertaald als armahairts in het Gotisch en armherz in het Oudhoogduits. Het Middelhoogduitse barmherzec werd overgenomen en verving het Middelnederlandse ontfarmhertich. In het Nederrijns van circa 1280 bestond reeds het woord barmhertig. De Nederlandse Bijbelvertalingen gebruiken vanouds het werkwoord "ontfermen" en afgeleide vormen, de Statenbijbel uit 1637 heeft de Duitse versie ingang doen vinden.
Als in mindere of meerdere mate synoniem van barmhartigheid kunnen worden genoemd compassie, deernis, edelmoedigheid, genade, goedertierenheid, goedheid, liefdadigheid, mededogen, medegevoel, medelijden, ontferming. Antoniem is onbarmhartigheid. Een verschil met sommige van de genoemde woorden is de actie. Barmhartigheid is niet zozeer een gevoel zoals compassie of medelijden dat kunnen zijn, maar wordt gekenmerkt door daden.

## Barmhartigheid in de joodse traditie
Jodendom en christendom hebben eeuwenlang een fundamenteel verschillende benadering gehad van het begrip "barmhartigheid". In het christendom werd barmhartigheid altijd gefundeerd in de goedheid van God. Daarom werd christelijke barmhartigheid steeds beschouwd in termen van genade, gunst en deugd. In het jodendom is barmhartigheid echter gefundeerd in de Thora, met als gevolg dat het beschouwd wordt in termen van plichten en rechten. Barmhartigheid in het jodendom heeft twee belangrijke aspecten: tsêdakah (gerechtigheid) en gêmieloet chasadiem (daden van liefhebbende vriendschap).

## Christendom
In het christendom is barmhartigheid een belangrijke deugd. De Zeven werken van Barmhartigheid werden in de middeleeuwen samengesteld als de leidraad voor een godvruchtig leven. Ook uit de gelijkenis van de Barmhartige Samaritaan in het Evangelie volgens Lucas blijkt een grote waardering voor onzelfzuchtige daadkracht.

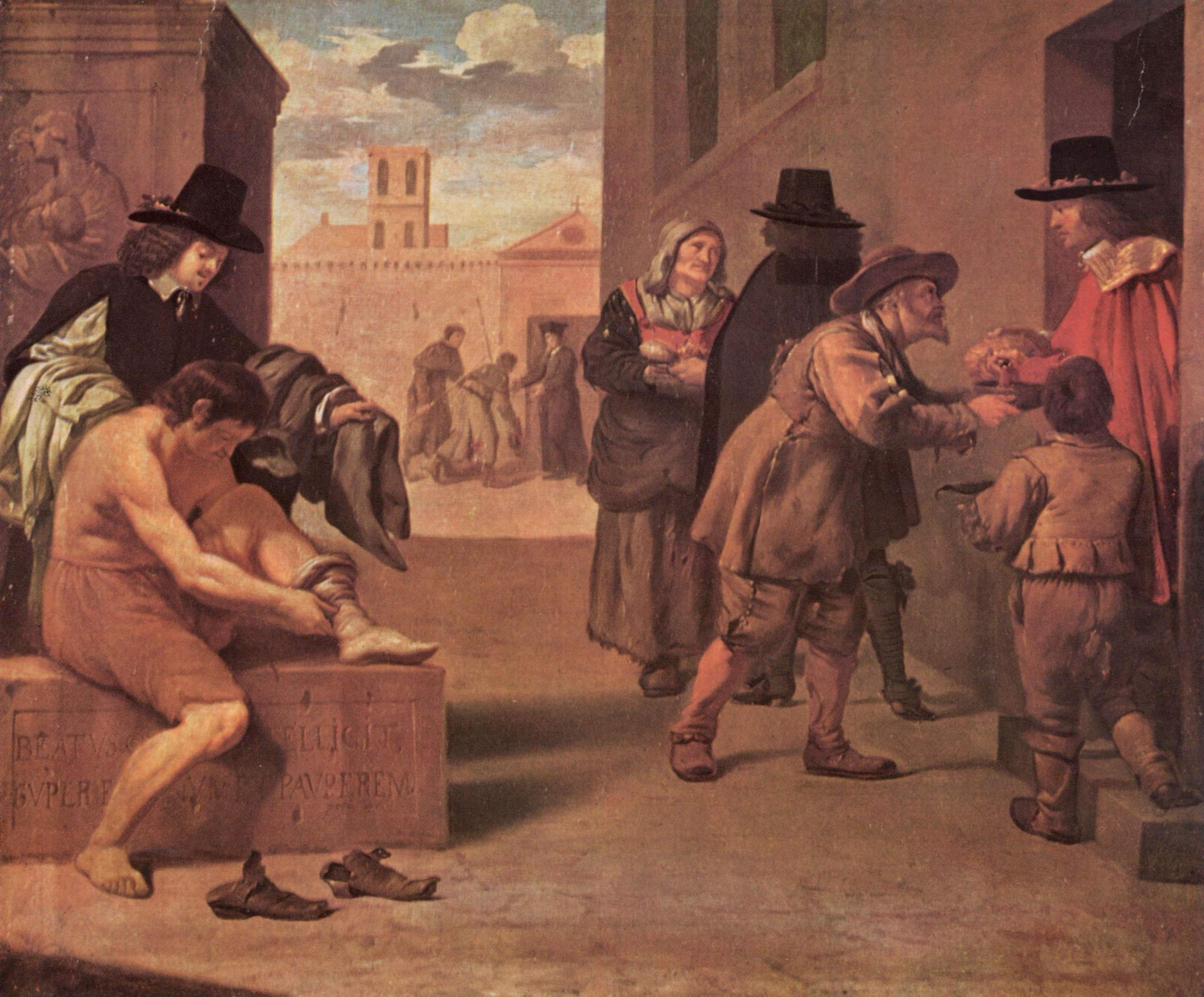
Barmhartigheid rond 1680 van Pierre Montallier

In Italië ontstonden in de 15e eeuw de Bergen van Barmhartigheid, liefdadige instellingen bedoeld om armen te beschermen tegen de woekerrentes die geldschieters vroegen voor hun leningen. De benaming komt van mons pietatis, letterlijk de vrome bergen; het Latijnse woord mons ("berg", meervoud montes) werd ook gebruikt in de betekenis van "een grote hoeveelheid", "een grote hoop". Ook verschillende 19e-eeuwse katholieke kloostergemeenschappen, met name die aan ziekenverzorging doen, noemen zichzelf barmhartig, zoals de Barmhartige Broeders van Montabaur en de Broeders van Barmhartigheid van Onze-Lieve-Vrouw van de Altijddurende Bijstand.
Dives in Misericordia is de titel van de tweede encycliek van Paus Johannes Paulus II, gepubliceerd in 1980. Hij maakt een studie van de barmhartigheid van God de Vader en breekt een lans voor vergevingsgezindheid als essentieel voor een rechtvaardige maatschappij. De Nederlandse vertaling van het werk luidt "Rijk aan barmhartigheid".

## Islam
In de islam is 'de Barmhartige' (Ar-Rahman) een van de meest genoemde 99 Schone Namen van God, omdat de besmele, o.a. vertaald als In de naam van God, de Erbarmer, de Meest Barmhartige de aanhef is van 113 van de 114 soera's van de Koran.
Soera De Nachtreis 110 vermeldt:  Zeg: "Roept God aan of roept Rahman aan, bij welke naam je Hem ook noemt, Hij heeft de schoonste Namen."

## Amsterdam
Heldhaftig, Vastberaden, Barmhartig is het devies van de stad Amsterdam, zoals te lezen in het wapen van Amsterdam. Het motto werd in 1947 toegekend door koningin Wilhelmina als blijk van waardering voor de opstelling van de stad tijdens de Tweede Wereldoorlog. Het geknakte rechtvaardigheidsgevoel van vele Amsterdammers en hun compassie met Joodse medeburgers leidde immers tot bijvoorbeeld de Februaristaking.